# Sárkány Kázmér
Sárkány Kázmér (Mohács, 1954. május 13.) magyar operaénekes (bariton).

## Életpályája
Komlón járt zenei tagozatú általános iskolába, ahol hét évig hegedülni is tanult. Később öt évig volt tagja a Honvéd Együttes hivatásos férfikarának. A Liszt Ferenc Zeneművészeti Főiskolán 1986-ban Simándy József tanítványaként operaénekesi és énektanári diplomát szerzett. Főiskolásként Jevgenyij Nyesztyerenko kurzusain tanult több alkalommal Budapesten és Moszkvában is. 1986-ban I. díjat nyert budapesti Liszt Ferenc Énekversenyen. 1986-ban a Magyar Állami Operaház szerződtette. Rossini A sevillai borbély című operájában debütált Fiorello szerepében. Fellépett Európa számos operaházában, de énekelt az Egyesült Államokban, valamint Kanadában és Japánban.

## Főbb szerepei
- Erkel: Bánk bán - II. Endre
- Friedrich von Flotow: Márta - Plumkett
- Kodály: Háry János - Háry János
- Mozart: A varázsfuvola - Papageno
- Mozart: Figaro házassága - Figaro
- Puccini: Tosca - Sekrestyés
- Ránki György: Pomádé király új ruhája - Garda Roberto
- Rossini: A sevillai borbély - Figaro
- Rossini: Hamupipőke - Dandini
- Verdi: A végzet hatalma - Melitone
- Wagner: Lohengrin - Telramund
- Wagner: A nürnbergi mesterdalnokok - Beckmesser

## Szinkronszerepei
- Robin Hood (1973)
- Pocahontas (1995) - Ratcliffe kormányzó (énekhang) (David Ogden Stiers)
- A Notre Dame-i toronyőr (The Hunchback of Notre Dame) (1996) - Esperes (énekhang) (David Ogden Stiers)
- Anasztázia (Anastasia) (1997) - Vlagyimir (énekhang) (Kelsey Grammer)
- Egyiptom hercege (The Prince of Egypt) (1998) - Jetró (énekhang) (Danny Glover)

## Díjai
- 1986-ban I. díjat nyert a budapesti Liszt Ferenc Énekversenyen.
- 1984-89 között háromszor nyerte el az ARTISJUS kitüntető oklevelét magyar zeneművek népszerűsítéséért.
- 1987-ben a bécsi Richard Wagner Társaság ösztöndíjasa volt a Bayreuthi Ünnepi Játékokon.
- 1992-ben JUVENTUS-díjat kapott a Magyar Állami Operaházban.
- 2002-ben MSZOSZ-díjat kapott (Szakszervezetek Művészeti-Kulturális Díja)